# Vicente de Raja
 Vicente de Raja  fue un militar español que ejerció como Gobernador y Capitán General de Cuba entre 1716 y 1717, sucediendo a Laureano de Torres y Ayala y precediendo a Gómez Mazaver Ponce de León.

## Carrera
Vicente Raja se unió al Ejército Español en su juventud, llegando a ascender a Mariscal de Campo y a brigadier de los ejércitos de España. Fue nombrado gobernador y Capitán General de Cuba el 26 de mayo de 1716, ocupando el título de Cabo subalterno. Tras ocupar el cargo gubernativo en La Habana, “expidió patentes de corso” e informó sobre ellos al resto de los gobernadores del Caribe español. Así, durante su administración, se dio un aumenta de la actividad corsa en Cuba, pero también de la productividad del archipiélago, especialmente la tabaquera. Por ello, llegó a Cuba un grupo de funcionarios encargados de dictaminar acerca del estanco del tabaco (el intendente Salvador Olivares, el visitador Diego Daza y el asesor general y juez especial Pedro Nicolás Morales). A principios del siguiente año (1717), llegó a  La Habana Manuel de León y Navarro, quien tenía como función inspeccionar todo lo relacionado con los tabacos de Cuba, llevar a la práctica todas aquellas órdenes dadas respecto al ramo y eliminar las dificultades que tuvieran. Además, poco tiempo después, el Rey ordenó el establecimiento de una factoría en La Habana, que poseyera sucursales en varios lugares de Cuba (Trinidad, Bayamo y Santiago), con el fin de adquirir toda la hoja desarrollada en el archipiélago. 
Sin embargo, los resultados del estanco del tabaco fueron muy negativos para los cultivadores cubanos quienes, en agosto de ese año (1717), organizaron una revuelta armada (con armas de fuego y machetes)  y, en La Habana, unos quinientos de ellos protestaron y exigieron el reemplazo de Raja por Gómez Mazaver Ponce de León. Así, el obispo Valdés pidió a la Junta de Autoridades que Raja fuera reemplazado y que los principales agentes de la Corona, que estaban en el estanco tabaquero, abandonaran Cuba.
Así, lograron la renuncia de Raja al gobierno cubano, siendo este apresado y llevado en un galeón, junto a las autoridades que habían sido comisionadas, rumbo a Cádiz (España). Los vegueros pudieron, de este modo, ejercer el monopolio tabaquero en Cuba y Raja fue sustituido por Gómez Mazaver Ponce de León en el gobierno del archipiélago.